# Panaspis helleri
Panaspis helleri är en ödleart som beskrevs av  Arthur Loveridge 1932. Panaspis helleri ingår i släktet Panaspis och familjen skinkar. IUCN kategoriserar arten globalt som livskraftig. Inga underarter finns listade i Catalogue of Life.